# Sacrificio en la cultura maya
El sacrificio era una actividad religiosa en la cultura maya, que implicaba la muerte de humanos o animales, o el derramamiento de sangre de miembros de la comunidad, en rituales supervisados por sacerdotes. El sacrificio ha sido una característica de casi todas las sociedades premodernas en alguna etapa de su desarrollo y por la misma razón: propiciar o cumplir una obligación percibida hacia los dioses. El sacrificio era considerado una actividad muy importante para los mayas.

## Crisis y sacrificio
Lo que se sabe de las prácticas rituales mayas proviene de dos fuentes: las crónicas y los códices existentes de los etnógrafos misioneros que llegaron con o poco después de la conquista española de Yucatán y los datos arqueológicos posteriores. El registro histórico es más escaso que el de los aztecas, y solo puede ser confiable en lo que respecta al período posclásico, mucho después del colapso maya clásico. Los cronistas también han sido acusados de parcialidad colonial, pero el relato más completo de la sociedad maya, el realizado por el inquisidor Diego de Landa, ha sido descrito por expertos modernos como una «obra maestra etnográfica», y ello a pesar del papel que tuvo este clérigo en la destrucción de los códices mayas.
Los datos arqueológicos han seguido expandiéndose a medida que se realizan más excavaciones, lo que confirma gran parte de lo que escribieron los primeros cronistas. Un avance importante fue el desciframiento del silabario maya en la década de 1950, que ha permitido que se entiendan los glifos tallados en muchos templos. La excavación y el examen forense de restos humanos también han arrojado luz sobre la edad, el sexo y la causa de muerte de las víctimas de sacrificio.

## Sacrificios en calendario y rituales cotidianos

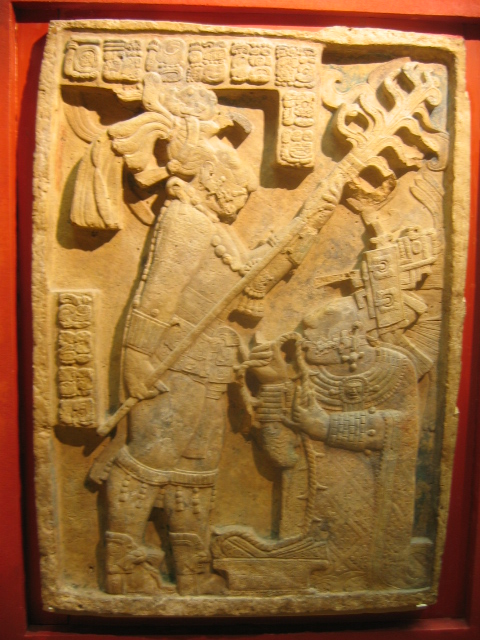
Dintel 24 en Yaxchilan, representando a la Señora Xoc atravesando su lengua con una cuerda con púas.

Los mayas participaron en una gran cantidad de festivales y rituales en días fijos del año, muchos de los cuales incluían sacrificios de animales y todos parecían haber involucrado la extracción de sangre. La ubicuidad de esta práctica es un aspecto único de la cultura mesoamericana precolombina, y ahora se cree que se originó con los olmecas, la primera civilización de la región.
El sacrificio ritualizado generalmente era realizado en público por líderes religiosos o políticos que perforaban una parte blanda del cuerpo, más comúnmente la lengua, la oreja o el prepucio, y recolectaban la sangre para untar directamente sobre el ídolo o la recogían en papel, que luego se quemaba. En lo que hoy es Nicaragua, la sangre se untaba sobre el maíz, se distribuía a la gente y se horneaba como alimento sagrado. La sangre también podría recolectarse de la no élite, a menudo del prepucio de los jóvenes, o de mujeres de alto rango.
El sitio de la extracción era de evidente importancia ritual. Joralemon señala que es «prácticamente seguro» que la sangre del pene y la vulva era la más sagrada y tenía un «poder fertilizante extraordinario» y que tales rituales eran esenciales para la regeneración del mundo natural, particularmente las plantas cultivadas. En una variante dramática, describe De Landa como jóvenes guerreros «se reunieron en el templo en línea, y cada uno hizo un agujero perforado a través del miembro, de lado a lado, y luego pasó a través la mayor cantidad de cuerda posible y así todos juntos unidos y encadenados, ungieron la estatua que los españoles comparaban con la adoración al sol de Baal» de la Biblia. Pero el autosacrificio también podría ser un evento cotidiano, con aquellos que pasan junto a un ídolo ungiéndolo con sangre extraída en el acto con una espina como un signo de piedad.

El clero español se opuso enérgicamente al sacrificio de sangre a los dioses mayas como el signo más visible de la apostasía nativa, como De Landa, quien más tarde se convertiría en el segundo obispo de Yucatán, deja en claro:
«Después de que la gente había sido instruida en religión, y los jóvenes se beneficiaron como hemos dicho, sus sacerdotes y jefes los pervirtieron para que volvieran a su idolatría; esto lo hicieron, haciendo sacrificios no solo por incienso, sino también por sangre humana. Ante esto, los frailes celebraron una Inquisición, pidiendo ayuda al Alcalde Mayor; celebraron juicios y celebraron un Auto, colocando a muchos en andamios, tapados, desgarrados y golpeados, y algunos en las túnicas penitenciales por un tiempo. Algunos de los indios, afligidos y engañados por el demonio, se ahorcaron; pero en general todos mostraron mucho arrepentimiento y disposición para ser buenos cristianos».
Mesoamérica carecía de animales domesticados, como ovejas, vacas y cerdos, entonces la proteína animal y los subproductos solo se pueden obtener mediante la caza. Montero-López argumenta que, sobre la base del análisis de la distribución de las partes de venado en los sitios de los mayas clásicos (el venado de cola blanca era el animal más común para sacrificios y comidas festivas), el registro arqueológico no apoya una distinción clara entre los usos seculares y sagrados de los animales. Después de los ciervos, los siguientes animales de sacrificio más comunes fueron perros y varias aves (cuyas cabezas se ofrecían a los ídolos), seguidos por una amplia gama de criaturas más exóticas, desde jaguares hasta caimanes. El sacrificio de animales también parece haber sido un ritual común antes del comienzo de cualquier tarea o empresa importante.
De Landa proporciona la descripción más completa de los festivales y rituales del calendario, pero en ninguno de estos eventos regulares se menciona el sacrificio humano, lo que debe significar que sus informantes mayas no tenían conocimiento de ninguna instancia, ya que el clérigo difícilmente habría suprimido tal información.

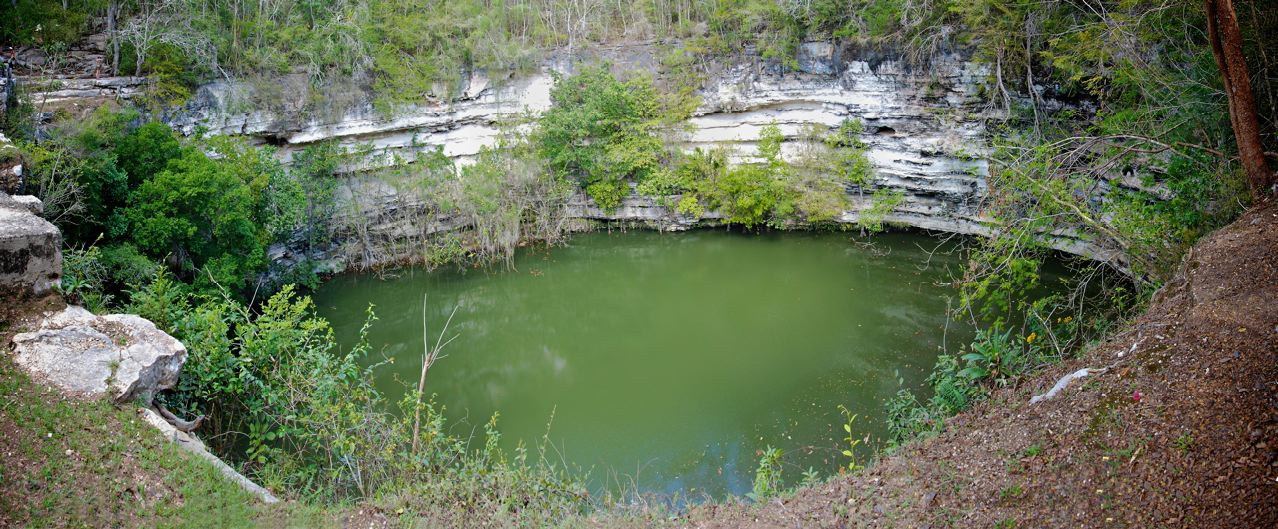
Cenote Sagrado: el sitio de un número desconocido de sacrificios humanos.

La visión tradicional es que los mayas fueron mucho menos prolíficos al sacrificar personas que sus vecinos. Bancroft señala: «Un evento que en México sería la señal de muerte para una hecatombe de víctimas humanas se celebraría en Yucatán con la muerte de un perro manchado». Pero la creciente evidencia arqueológica ha respaldado desde mediados del siglo XX la afirmación de los cronistas de que el sacrificio humano estaba lejos de ser desconocido en la sociedad maya. La ciudad de Chichén Itzá, el foco principal del poder regional maya del período Clásico Tardío, parece haber sido también un foco principal de sacrificio humano. Hay dos sumideros naturales, o cenotes, en el sitio de la ciudad, que habrían proporcionado un suministro abundante de agua potable. El más grande de estos, el Cenote Sagrado (también conocido como el Pozo del Sacrificio), fue donde muchas víctimas fueron lanzadas como una ofrenda al dios de la lluvia Chaac. Un estudio de 2007 de los restos tomados de este cenote descubrió que tenían heridas consistentes con el sacrificio humano.

## Orígenes, significado y función social
Tanto la sangre como el sacrificio humano fueron omnipresentes en todas las culturas de la Mesoamérica precolombina, pero más allá de algunas generalizaciones indiscutibles, no existe un consenso académico sobre las preguntas más amplias (y misterios específicos) que esto plantea. La mayoría de los estudiosos están de acuerdo en que ambas prácticas surgieron entre los olmecas desde antes de 1000 a. C. y se transmitieron a culturas posteriores, incluidos los mayas. Se desconoce por qué surgieron entre los olmecas, y probablemente sea incognoscible, dada la escasez de datos.
La sangre, y por extensión el corazón que aún late, es el elemento central tanto en la etnografía como en la iconografía del sacrificio, y su uso a través del ritual estableció o renovó para los mayas una conexión con lo sagrado que para ellos era esencial para la existencia misma del orden natural. La observación de Julian Lee de que los mayas «no hicieron una distinción clara entre lo animado y lo inanimado» y los comentarios de Pendergast y otros que sacrifican edificios e ídolos «enaltecidos» indica un significado social, como sugiere Reilly, muy parecido a la transubstanciación —una transformación literal más que simbólica de la que dependía el destino del mundo y sus habitantes—.
Al igual que con todas las sociedades teocráticas conocidas, es probable que las élites políticas y religiosas mayas desempeñen papeles que se refuerzan mutuamente para apoyar la posición del otro y garantizar la estabilidad social esencial para ambos, con rituales de sacrificio que funcionan como la pieza central performativa de la integración comunitaria. Pero sobre las posibles divergencias de intereses entre diferentes grupos sociales con respecto a los rituales de sacrificio, incluso dentro de estas élites, el registro histórico hasta ahora ha sido silencioso.